# ستيوارت راسل
ستيوارت راسل (1962 – م) (بالإنجليزية: Stuart J. Russell)‏ هو عالم، وعالِم حاسب آلي، ومهندس، وأستاذ جامعي من المملكة المتحدة. ولد في بورتسموث. هو عضوٌ في رابطة مكائن الحوسبة.

## التعليم
تعلم في جامعة أكسفورد، وجامعة ستانفورد.

## مناصب وهيئات
أدار جامعة كاليفورنيا، بركلي.

## روابط خارجية
- ستيوارت راسل على موقع ميوزك برينز (الإنجليزية)